# František Řezáč
Oskar František Řezáč (ur. 1 stycznia 1943 w Pradze, zm. 4 maja 1979 tamże) – czechosłowacki kolarz torowy i szosowy, srebrny medalista szosowych oraz brązowy medalista torowych mistrzostw świata.

## Kariera
W 1964 roku František Řezáč wystartował na igrzyskach olimpijskich w Tokio, gdzie szosowy wyścig ze startu wspólnego zakończył na 70. pozycji, a wraz z kolegami z reprezentacji zajął piąte miejsce w drużynowym wyścigu na dochodzenie. Na rozgrywanych rok później torowych mistrzostwach świata w San Sebastián wspólnie z Jiřím Dalerem, Milanem Puzrlą i Milošem Jelínkiem zdobył brązowy medal w drużynowym wyścigu na dochodzenie. Ostatni sukces osiągnął podczas szosowych mistrzostw świata w Leicester w 1970 roku, razem z Puzrlą, Petrem Matouškiem oraz Jiřín Mainušem zdobywając srebrny medal w drużynowej jeździe na czas. W międzyczasie brał także udział w igrzyskach olimpijskich w Meksyku, gdzie reprezentanci Czechosłowacji rywalizację w drużynowym wyścigu na dochodzenie ponownie zakończyli na piątym miejscu.